# 말라 쉘튼
말라 쉘튼(Marla Shelton, 1912년 10월 12일 ~ 2001년 2월 14일)은 미국의 영화배우이다.

## 영화
- 이스케이프 투 파라다이스 (1939년)
- 발라라이카 (1939년)
- 플라잉 다운 투 리오 (1933년)